# Вень Цзюлін
Цзюлін Вень (нар. 29 квітня 1981) — китайська борчиня вільного стилю, бронзова призерка чемпіонату світу, чемпіонка Азії.

## Життєпис
Боротьбою почала займатися з 1998 року.
Виступала за борцівський клуб Гуансі. Тренер — Вей Ченьян.

## Спортивні результати на міжнародних змаганнях

### Виступи на Чемпіонатах світу
| Змагання                        | Збірна | Вагова категорія          | Місце  |
| ------------------------------- | ------ | ------------------------- | ------ |
| Чемпіонат світу з боротьби 2002 | КНР    | жіноча боротьба, до 51 кг | 7      |
| Чемпіонат світу з боротьби 2003 | КНР    | жіноча боротьба, до 51 кг | 5      |
| Чемпіонат світу з боротьби 2005 | КНР    | жіноча боротьба, до 51 кг | Бронза |

### Виступи на Чемпіонатах Азії
| Змагання                       | Збірна | Вагова категорія          | Місце  |
| ------------------------------ | ------ | ------------------------- | ------ |
| Чемпіонат Азії з боротьби 2006 | КНР    | жіноча боротьба, до 51 кг | Золото |